# Tanypezidae
Famille
Les Tanypezidae sont une famille de diptères muscomorphes.

## Liste des genres
Selon Catalogue of Life (1 mars 2013) :
- genre Nartshukia
- genre Neotanypeza
- genre Scipopeza
- genre Strongylophthalmyia
- genre Tanypeza

Selon ITIS (1 mars 2013) :
- genre Tanypeza